# Старое танго
«Старое танго» — телевизионный фильм-балет по мотивам австрийского музыкального фильма «Петер» 1934 года, поставленный режиссёром Александром Белинским и балетмейстером Дмитрием Брянцевым в 1979 году, на музыку Тимура Когана.

## Сюжет
Уличный воришка-карманник, спасаясь от погони, меняется одеждой с девушкой, только что потерявшей работу. С этого момента в городе появляется новый житель — «мальчишка» по имени Петер.
Судьба распоряжается таким образом, что он попадает в дом богатого господина в качестве прислуги.
«Петер», она же Франческа, влюблена в господина, который даже не догадывается, что перед ним переодетая девушка. У него своя жизнь, возлюбленная… Пытаясь привлечь к себе внимание, «Петер» выливает кофе на возлюбленную господина. А на балу во фраке воришки танцует танго с дамой господина, за что оказывается изгнанной с бала.
Интриги против «Петера» поджидают и дома. Камердинер мстит ему, подбрасывая во фрак ожерелье господина, предназначенное его возлюбленной.
«Петер» снимает маску. Господин видит перед собой образ своей мечты, при этом даёт ей расчет и увольняет.
Воришка, посочувствовав, возвращает ей её платье и зонтик. Франческа остаётся одна.

## В ролях
- Екатерина Максимова — Франческа / «Петер»
- Сергей Радченко — Господин, хозяин «Петера»
- Елена Балуева — невеста господина
- Маргарита Зенина — служанка
- Борис Надточий — камердинер
- Гали Абайдулов — вор
- Артисты балета Ленинградского Академического театра оперы и балета им. С.М. Кирова

## Съёмочная группа
- Авторы сценария и режиссёры-постановщики:
  - Александр Белинский
  - Дмитрий Брянцев
- Хореограф: Дмитрий Брянцев
- Композитор: Тимур Коган
- Оператор-постановщик: Роман Черняк
- Художник-постановщик: Лариса Луконина
- Оркестр Академического Малого театра оперы и балета
  - Дирижёр: Станислав Горковенко
- Директор фильма: Ю. Гончаров

## История создания
На волне успеха первого телевизионного фильма-балета Александра Белинского «Галатея» с Екатериной Максимовой, режиссёр искал материал для нового проекта. Первоначально он задумывался о телебалете по пьесе «Цезарь и Клеопатра» Джорджа Бернарда Шоу для той же Максимовой. Но музыки оказалось мало (Белинский предполагал использовать музыку Сергея Прокофьева к спектаклю Московского Камерного театра «Египетские ночи» 1934 года) и её разрозненные фрагменты не складывались в единое целое. Тогда у Александра Белинского возникла идея снять фильм-балет по мотивам популярного музыкального фильма 1934 года «Петер» с венгерской звездой Франческой Гааль.
По сюжету фильма бедная бездомная девушка ищет работу, но находит её лишь переодевшись в мужское платье. Иллюзорные мечты героини о счастье обретают плоть в голливудском финале фильма — традиционном «поцелуе в диафрагму». «Петер» был довольно простенькой мелодрамой, но искренняя игра Франчески Гааль дала возможность её биографам утверждать, что «содержание „Петера“ может служить материалом для трагического фильма».
Взяв в соавторы сценария и сорежиссёры Дмитрия Брянцева, с которым уже поставил «Галатею», Александр Белинский для написания музыки к фильму обратился к Тимуру Когану. Композитор, как обычно, создал виртуозные и обаятельные «вариации на тему», в данном случае — популярных мелодий 1920-30-х годов. Но ретро-стиль и сюжет «Петера» были для Александра Белинского лишь поводом, ступенькой к образу Чарли Чаплина, который позже получил воплощение в фильме-балете «Чаплиниана».

«Сюжет „Старого танго“ был взят мною для Максимовой… потому, что Франческу Гааль, исполнительницу главной роли, называли „Чаплин в юбке“. Я хотел видеть Екатерину Максимову в мужском костюме… Сюжет „Старого танго“ выстроился так, что юмору балерины был дан полный простор»— Александр Белинский

«Белинскому действительно хотелось показать на экране Максимову в брюках. Но не для этого же делалось „Старое танго“! Главной задачей здесь, как мне казалось, было попытаться через комизм всевозможных ситуаций рассказать в телебалете о судьбе и страданиях маленького человека в бездушном, фрачном мире богатых людей. Эта идея, конечно, шла от Чаплина, от тематики его фильмов, почему у нас и появились пластические „цитаты“ его походки и жестов, его фотографии на афишном столбе, дающие необходимый здесь ассоциативный ряд. Наверное, можно было бы обойтись и без них, и ничего бы в телебалете существенно не изменилось, кроме его „интонации“. Хочется думать, что „интонации“ чисто чаплинской. Это и было для меня самым важным. А уж в брюках или в юбке будет передавать Максимова „чаплинскую интонацию“ — право, не столь существенно. Да, по ходу сюжета нам пришлось „переодеть“ героиню в мужской костюм, но ведь это только внешний приём, а внутренняя-то суть телебалета заключалась совсем в другом…»— Дмитрий Брянцев
Премьера фильма-балета «Старое танго» прошла в Центральном Доме Актёра 23 апреля 1979 года. В том же году этот телебалет получил приз «интервидения» на Международном конкурсе музыкальных телефильмов в Чехословакии.